# Oxyopes masculinus
Oxyopes masculinus är en spindelart som beskrevs av Lodovico di Caporiacco 1954. Oxyopes masculinus ingår i släktet Oxyopes och familjen lospindlar.
Artens utbredningsområde är Franska Guyana. Inga underarter finns listade i Catalogue of Life.